# Batalha de Enófita

Mapa da Beócia

Batalha de Enofita ocorreu entre Atenas e as cidades-Estados da Beócia em 457 a.C., durante a Primeira Guerra do Peloponeso. Neste período entre as Guerras Médicas e a Guerra do Peloponeso, alianças e ligas surgiram e caíram, embora tenha havido pouco período de guerras prolongadas. Em 457 a.C., Atenas, a líder da Liga de Delos, entrou em conflito com Corinto e sua aliada Esparta (líder da Liga do Peloponeso) ao longo de Mégara; dois meses antes da batalha de Enofita, os atenienses foram derrotados na batalha de Tânagra por Esparta, mas os espartanos perderam tantos homens que não puderam tirar proveito de sua vitória.
Os atenienses, que tinham 14 mil homens em Tanagra, se reagruparam depois da batalha e marcharam para a Beócia. Em Enofita, liderados por Myronides, eles derrotaram os beócios, depois destruíram as muralhas de Tânagra e devastaram Lócrida e Fócida. A vitória em Enofita permitiu que Atenas derrotasse Egina no final do ano e terminasse a construção das Longas Muralhas até o porto ateniense de Pireu. Atenas permaneceu no controle da Beócia até 447 a.C., quando foram derrotados na Batalha de Coroneia.[carece de fontes?]